# Ису (станция метро)
«Ису» (кор. 이수) — пересадочная станция Сеульского метро на Четвёртой и Седьмой линиях, представленная подземными станциями. Также известна на 4 линии как Чхонсиндэ-ипку (кор. 총신대입구). Она представлена двумя боковыми платформами на обеих линиях. Станция 4 линии обслуживается транспортной корпорацией Сеул Метро (Seoul Metro), на 9 линии — корпорация скоростного транспорта Сеула. Расположена в кварталах Садан-дон района Тонджакку города Сеул (Республика Корея). На станции установлены платформенные раздвижные двери.
Пассажиропоток — н/д.
Станция на 4 линии была открыта 18 октября 1985 года, на 7 линии — 1 августа 2000 года.
Открытие станции было совмещено с открытием участка Четвёртой линии Хехва—Ису длиной 15,4 км и еще 12 станцийː Хехва (420), Тондэмун, Исторический и культурный парк Тондэмун, Чхунъмуро, Мён-дон, Хвехён, Сеул, Женский университет Соокмюнъ, Самгакджи, Синёнъсан, Ичхон и Тонджак (432).
В непосредственной близости расположен Университет Чхонъсхин.